# 政府效率部
政府效率部（英語：Department of Government Efficiency，縮寫：DOGE），正式名稱為美國DOGE服務臨時組織（英語：U.S. DOGE Service Temporary Organization，縮寫：USDSTO），是美國DOGE服務下屬的臨時組織。儘管作為其通稱的名字帶有“部”字（Department），但政府效率部並不是一個美国联邦行政部门，若要成立該層級需要得到美國國會的批准。最初目的是減少浪費性支出並消除不必要的繁文縟禮，不過其中也涉及辞退数千名公务员；往後根據設立該辦公室的行政命令表明，其正式目的是「實現聯邦技術和軟體的現代化，以最大限度地提高政府效率和生產力」，而透過總統進一步的行政命令仍可能實現其最初目的。
2024年11月12日，由美國當選總統唐納德·特朗普宣布將在他的第二次總統任期成立該組織，最初建立時由擔任總統高級顧問的企業家埃隆·马斯克實際領導，原定維韋克·拉馬斯瓦米將與馬斯克一起領導，但在正式任命之前因故退出。2025年1月20日透過特朗普總統的行政命令成立，在艾森豪行政辦公大樓設有辦公室，擁有約20名員工。
该部门的名称縮寫來自網絡迷因Doge及Dogecoin（狗狗币）。特朗普決定宣佈成立當晚，源于网络迷因Doge的加密货币狗狗币價值飆升，上漲近20%。

## 事件
2025年2月26日，政府效率部三分之一的团队成员（21人）递交了联名集体辞职申请，這些人原先隸屬於美國數位服務，後被改組為美國DOGE服務。

## 爭議
政府效率部自成立以來面臨著巨大的法律訴訟、執行、人事、言論爭議，詳情見上述條目。
公民力量创始人杨建利批评政府效率部并将其比作中华人民共和国文化大革命时期的中央文化革命小组（简称中央文革小组或中央文革）。他指出二者有惊人的相似性，都是掌握巨大权力的非常规机构，都打乱了既有体制并造成深远影响。二者都是绕过了常规法律框架的民粹-专制主义试验，获得了相当的公众支持并针对根深蒂固的官僚体制。